# Indywidualne Mistrzostwa Polski w Zapasach 1966

## Mistrzostwa Polski w Zapasach1966

### Mężczyźni
- styl wolny

19. Mistrzostwa Polski – x – x 1966, Katowice
- styl klasyczny

36. Mistrzostwa Polski – x – x 1966, Kraków

## Medaliści

### Mężczyźni

#### Styl wolny
| Kategoria:  | Złoto:                                    | Srebro:                                | Brąz:                                  |
| 52 kg       | Leonard Świderski Sulimirczyk Sulmierzyce | Ryszard Dmowski Drukarz Warszawa       | Stanisław Plener GKS Dąbrowa Górnicza  |
| 57 kg       | Lesław Kropp Boruta Zgierz                | Andrzej Kowalski Skra Warszawa         | Zbigniew Żedzicki GKS Dąbrowa Górnicza |
| 63 kg       | Tadeusz Trojanowski Drukarz Warszawa      | Tadeusz Godyń GKS Dąbrowa Górnicza     | Adam Palimąka Gwardia Warszawa         |
| 70 kg       | Jan Żurawski Gwardia Warszawa             | Waldemar Dąsal Lotnik Wrocław          | Władysław Kozłowski Boruta Zgierz      |
| 78 kg       | Janusz Pająk Skra Warszawa                | Marek Grob Drukarz Warszawa            | Ksawery Laudy Gwardia Warszawa         |
| 87 kg       | Mirosław Żywczyk Skra Warszawa            | Bronisław Trzcionkowski Lotnik Wrocław | Zygmunt Patoleta Gwardia Warszawa      |
| 97 kg       | Bolesław Sidorowicz Skra Warszawa         | Jan Motyl Boruta Zgierz                | Włodzimierz Solecki Budowlani Łódź     |
| ponad 97 kg | Ryszard Długosz Stal Rzeszów              | Jan Dziengo Górnik Wesoła              | Tadeusz Rozum Sulimirczyk Sulmierzyce  |

#### Styl klasyczny
| Kategoria:  | Złoto:                               | Srebro:                                | Brąz:                            |
| 52 kg       | Stefan Hajduk Gwardia Warszawa       | Jan Kukuła Siła Mysłowice              | Bogdan Miecznik Energetyk Poznań |
| 57 kg       | Józef Grzyb GKS Dąbrowa Górnicza     | Jerzy Sekuła Siła Mysłowice            | Zenon Sobczyk Unia Swarzędz      |
| 63 kg       | Czesław Korzeń Wisłoka Stomil Dębica | Włodzimierz Kamiński Unia Swarzędz     | Józef Wanat Unia Swarzędz        |
| 70 kg       | Paweł Tanżyna Unia Racibórz          | Tadeusz Popiołek Wisłoka Stomil Dębica | Wojciech Granat Spójnia Gdańsk   |
| 78 kg       | Piotr Grabowski Legia Warszawa       | Piotr Starzyński Unia Racibórz         | Adam Ostrowski Pafawag Wrocław   |
| 87 kg       | Bolesław Dubicki Legia Warszawa      | Arnold Dragan Energetyk Poznań         | Jan Stawowski Siła Mysłowice     |
| 97 kg       | Włodzimierz Smoliński Legia Warszawa | Czesław Kwieciński Siła Mysłowice      | Jan Włodarczyk Unia Swarzędz     |
| ponad 97 kg | Zdzisław Hyra AKS Chorzów            | Edward Wojda Flota Gdynia              | Jan Pluta Unia Swarzędz          |